# Tobroura
Tobroura, parfois appelé Tobouroura, est une localité située dans le département de Kampti de la province du Poni dans la région Sud-Ouest au Burkina Faso.

## Géographie
Tobroura est situé à environ 15 km au sud-est de Kampti, le chef-lieu du département, et à 9 km au nord-est de Galgouli. Le village est à 5 km à l'est de la route nationale 12.

## Santé et éducation
Le centre de soins le plus proche de Tobroura est le centre de santé et de promotion sociale (CSPS) de Galgouli tandis que le centre médical est à Kampti et que le centre hospitalier régional (CHR) de la province se trouve à Gaoua.